# تشم بورفرخينوند (مقاطعة تشرداول)
تشم بورفرخينوند (بالفارسية: چم بورفرخینوند) هي قرية تقع في قسم هليلان الريفي في إيران. يقدر عدد سكانها بـ 228 نسمة بحسب إحصاء 2016.